# Újvilági piton
Az újvilági piton, vagy más néven törpe piton (Loxocemus bicolor) a hüllők (Reptilia) osztályába, a  pikkelyes hüllők (Squamata) rendjébe a kígyók (Serpentes) alrendjébe és a Loxocemidae családjába tartozó  egyetlen faj.
Rendszertani helyzete mégis vitatott, mert igaz, hogy tulajdonságai a pitonfélékre hasonlítanak, mégsem lehet valódi piton, földrajzi elterjedése miatt.
Német neve "Spitzkopfpihon" (hegyesfejű piton) is félrevezető, mert minden valószínűség szerint nem pitonféle, hanem az alsóbbrendű szivárványoskígyók (Xenopeltidae) családjának egyik képviselője.

## Elterjedése
Mexikó, Honduras és Costa Rica területén honos.

## Előfordulása
Trópusi nedves- és száraz erdők lakója. Üreglakó, nehezen megfigyelhető, éjszakai életmódot folytat.

## Megjelenése
Teste hengeres, izmos, hossza 1 m körüli. Kicsi, sima, fényes pikkelyek fedik. Színe elég változatos, a sötétszürke, barna, bordó színekkel, egyes példányain fehér pöttyözéssel, melyek az életkor előrehaladtával jelennek meg, a kiskígyókra jellemző világos gallér pedig fokozatosan eltűnik. Az ásó életmódhoz alakulva, orra hegyes, feje ék alakú, a fejtetőt nagy fejpajzsok fedik. Szemei nagyon aprók, éjszaki vadászatkor a szaglása vezeti a táplálékhoz. Megtalálható rajta a hátsó függesztőöv csökevényes maradványa.

## Szaporodása
Tojásrakó, fészekalja ismeretlen.

## Tápláléka
Apró emlősök, talajon fészkelő madarak fiókai, gyíkok melyeket szorításával öl meg, valamint gyík- és leguántojások.
|  |  |  |